# تومسیلاوگراد
تومسیلاوگراد (بوسنیایی: Tomislavgrad) یک شهرک در بوسنی و هرزگوین است که در استان ۱۰ واقع شده‌است.

## خصوصیات
تومسیلاوگراد ۳۳٫۰۳۲ نفر جمعیت دارد و ۹۰۰ متر بالاتر از سطح دریا واقع شده‌است.

## نگارخانه

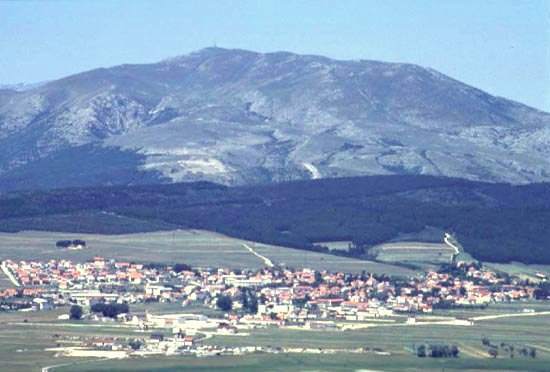
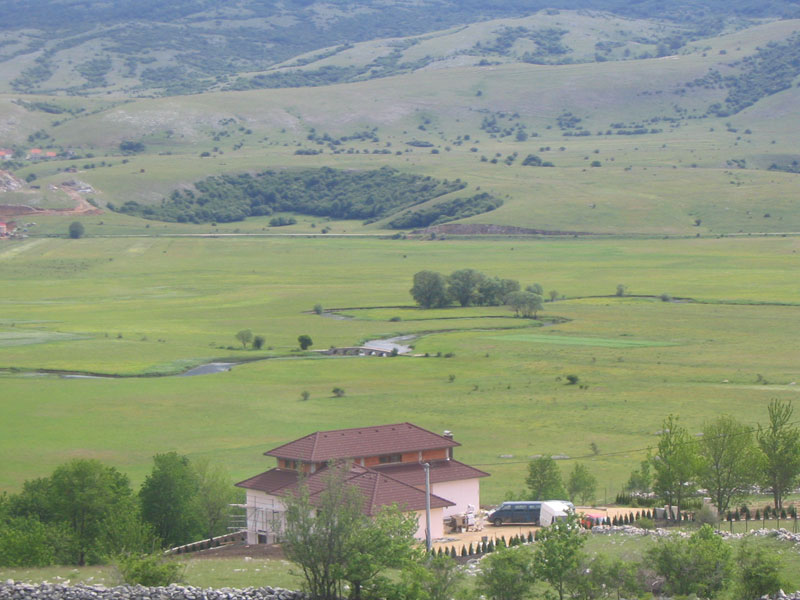
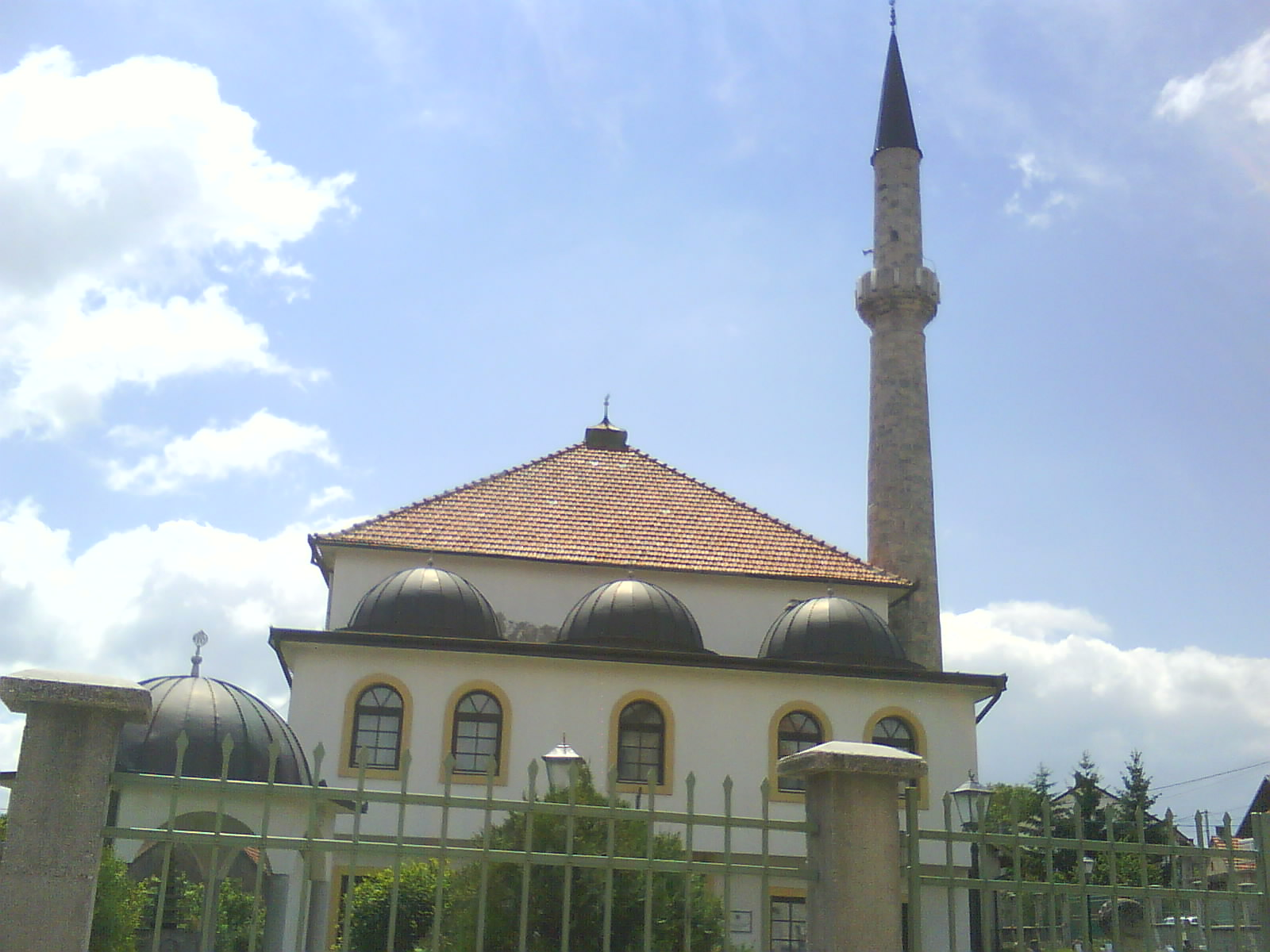
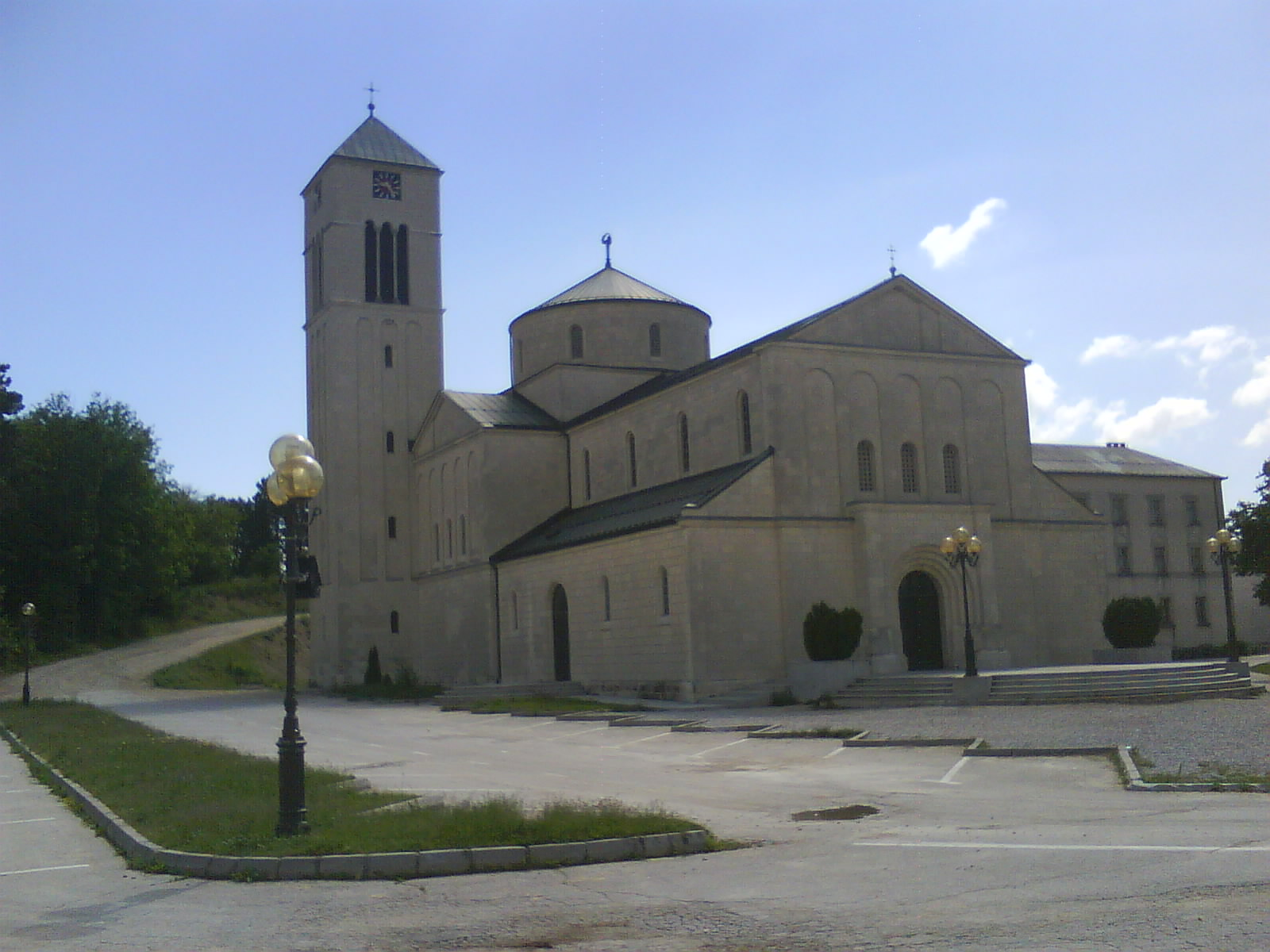
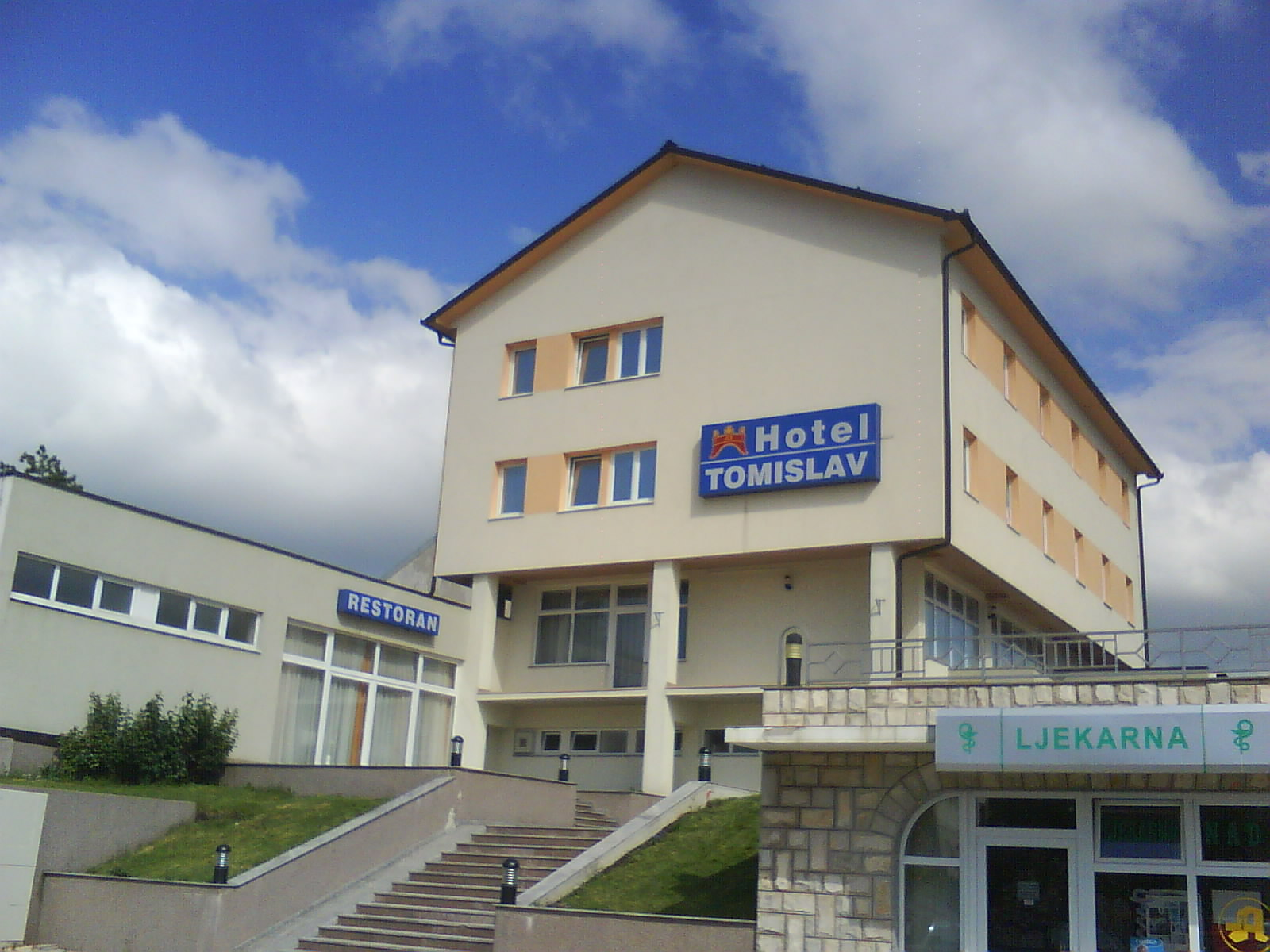
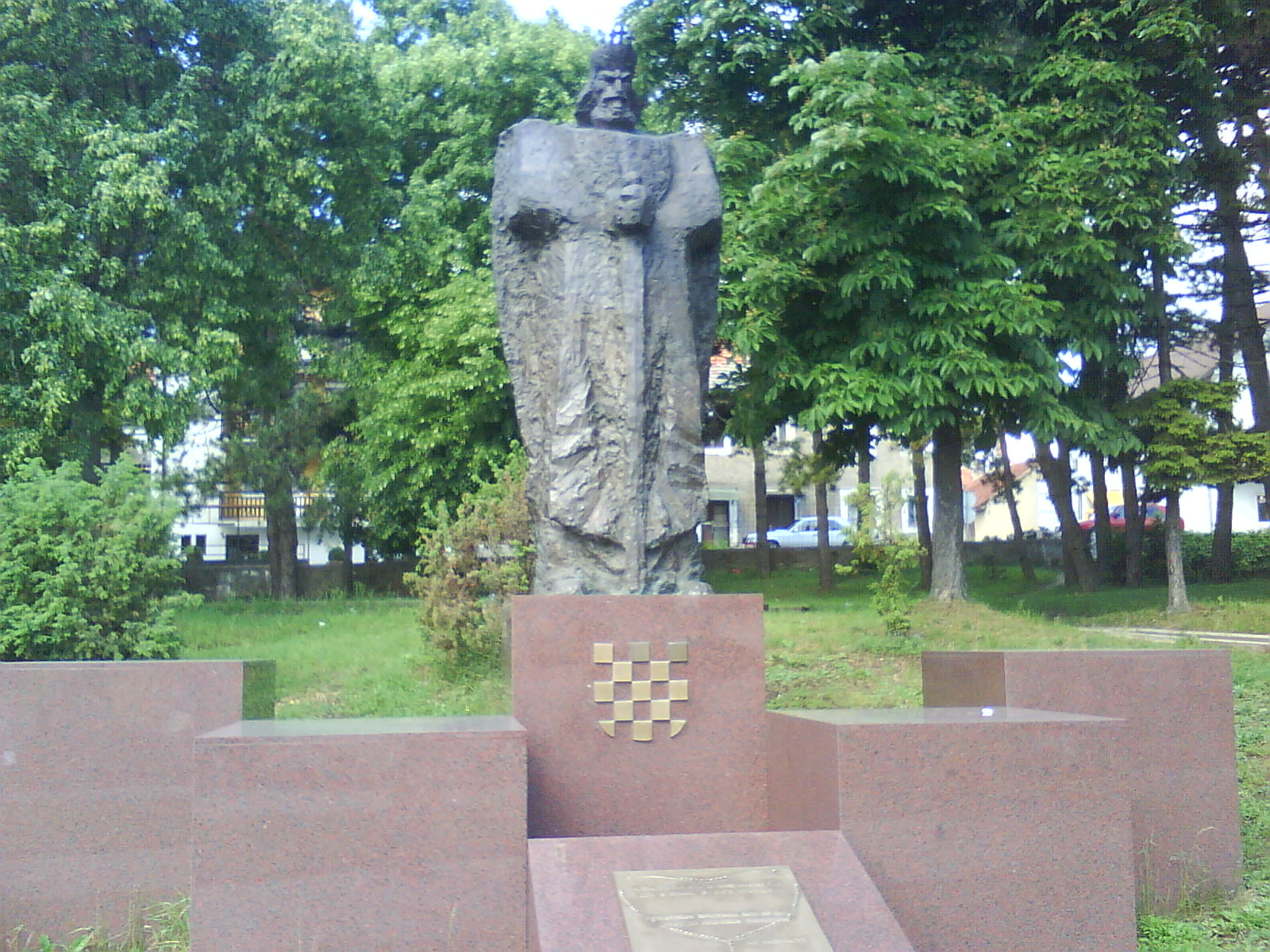